# Précilhon
Précilhon is een gemeente in het Franse departement Pyrénées-Atlantiques (regio Nouvelle-Aquitaine) en telt 361 inwoners (2005). De plaats maakt deel uit van het arrondissement Oloron-Sainte-Marie.

## Geografie
De oppervlakte van Précilhon bedraagt 6,4 km², de bevolkingsdichtheid is 56,4 inwoners per km².
De onderstaande kaart toont de ligging van Précilhon met de belangrijkste infrastructuur en aangrenzende gemeenten.

## Demografie
Onderstaande figuur toont het verloop van het inwonertal (bron: INSEE-tellingen).